# Xã Pearl Creek, Quận Beadle, Nam Dakota
Xã Pearl Creek (tiếng Anh: Pearl Creek Township) là một xã thuộc quận Beadle, tiểu bang Nam Dakota, Hoa Kỳ. Năm 2010, dân số của xã này là 107 người.